# چیخا وولکا
چیخا وولکا (به لهستانی:  Cicha Wólka) یک روستا در لهستان است که در گمینا کوواله اولتسکیه واقع شده‌است.